# Jardín botánico de Brasilia
El Jardín Botánico de Brasilia (JBB) es un jardín botánico localizado en Jardim Botânico, no Distrito Federal. Fue inaugurado el 8 de marzo de 1985. Es el primer jardín botánico del Cerrado. El jardín posee un área de 5.000 hectáreas, de estas 526 son abiertas a la visitación. 

## Historia
El Jardín Botánico de Brasilia fue inaugurado el 8 de marzo de 1985, pero su proyecto ya estaba acompañando el desarrollo de la nueva capital de Brasil.
El proyecto del arquitecto Lúcio Costa “Plano Piloto para a Nova Capital”, ya había visto un sitio para el Jardín Botánico y el Jardín Zoológico de Brasilia, para que hubiera soporte a estas fundaciones, fue creada en 1961 la Fundación Zoobotánica del Distrito Federal. Sin embargo, el proyecto se quedó inmóvil de 1961 a 1967.
En 1967, la Terracap empezó los servicios de terraplenado de acuerdo con el proyecto de Burle Marx , que  lo visaba la implantación del Parque Zoobotánico. En 1969 fue elaborado el Plan Maestro Orientador del Parque Zoobotánico. El plan orientó la implantación de lo que hoy es el Parque Jardín Zoológico de Brasilia, aun no era el parque botánico.
En 1976 se formó una Comisión para que se estudiara y planeara mejor la creación del Jardín Botánico de Brasilia. Fue enviado el 18 de mayo de 1977 el análisis de la Comisión, concluyó que el mejor lugar de instalación sería en la Estación Forestal Cabeza de Venado (EFCV), que era administrada por la FZDF, que se quedaba en la región administrativa del Jardim Botânico, no Distrito Federal, con área de 526 hectáreas.
Según la Comisión, el área presentaba vegetación nativa del Cerrado, tendría infraestructura como agua, teléfono, luz, y sería ideal para la implantación del parque. El lugar era una Estación de Experimentación Forestal y un vivero de producción de  especies naturales o exóticas. Unos de los principales objetivos de la Comisión era preservar la vegetación nativa y natural del área bien como del bioma Cerrado y sus especies.
El sueño de Lúcio Costa todavía no se lo había sido implantado, los periódicos lo presionaban para la creación del jardín, ya que el zoológico había tenido éxito e incluso era referencia en el país.
La bióloga Cilúlia Maria Rodrigues de Freitas Maury llegó con el fin de  que el proyecto se adelantara. Con la ayuda del cuerpo técnico del Jardín Botánico de Rio de Janeiro y la presencia del ecólogo Pedro Carlos de Orleans e Bragança la creación estaba cerca y establecida. El Jardín Botánico de Brasilia fue el primer jardín botánico con el objetivo de preservación y conservación de especies y recursos genéticos.

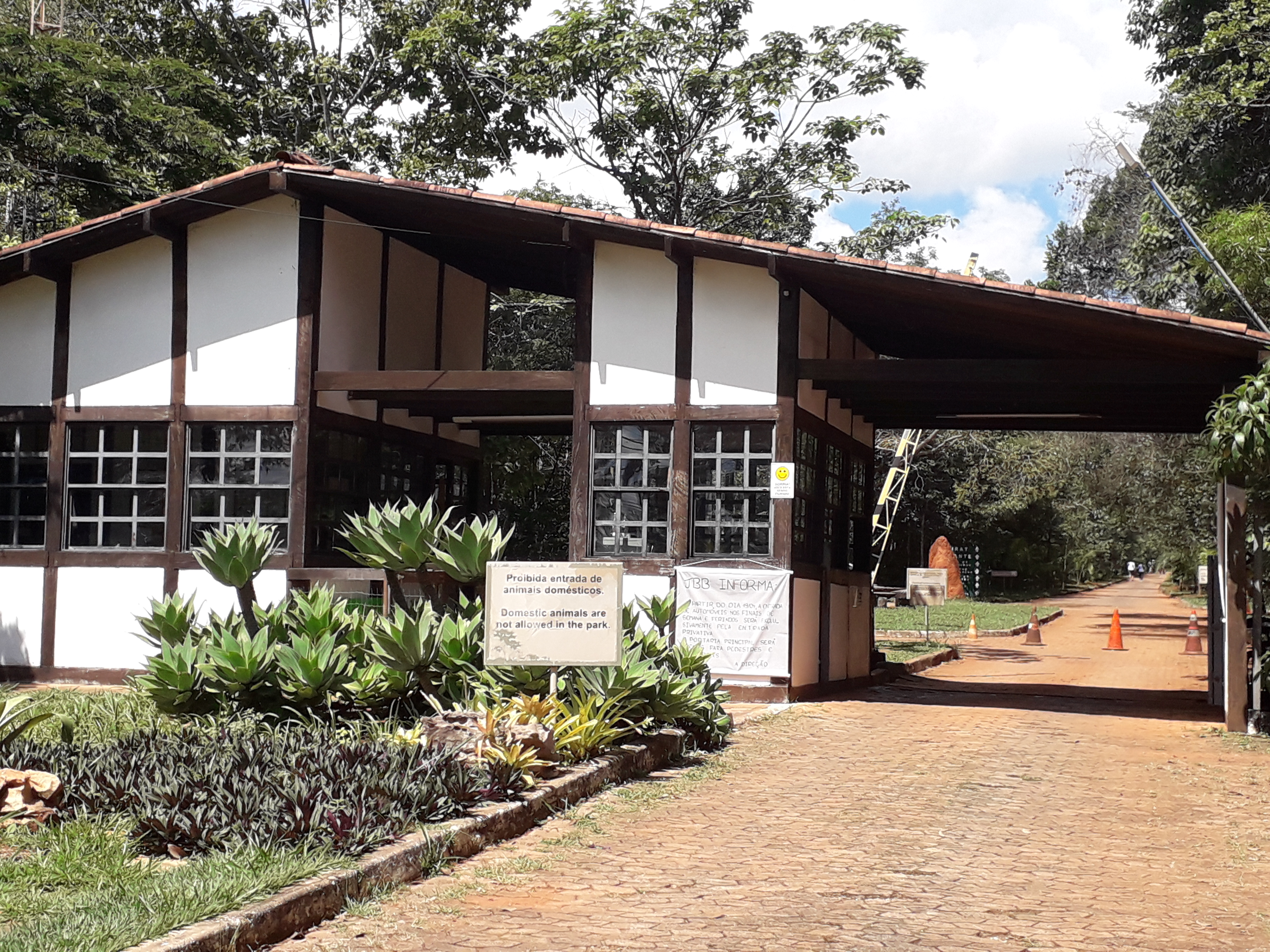
Jardín Botánico de Brasilia- Entrada

La Comisión analizó los estudios que ya habían sido hechos y ratificó el informe de la comisión anterior. El área EFCV  fue confirmada como sede del futuro JBB.
En 1984 Pedro Carlos de Orleans e Bragança fue elegido jefe del Jardín Botánico y empezó los trabajos para su implantación. El Jardín Botánico del Río de Janeiro presentó el proyecto arquitectónico y paisajista del jardín. 
Desde siempre el objetivo del JBB era ser referencia de Jardín Botánico del Cerrado, para que el bioma fuera conocido y valorado, preservando Brasilia por estar situada en él.
El JBB fue el primer jardín botánico que tuvo el objetivo de preservar y cuidar de las plantas nativas, los demás siempre traían especies exóticas para que se hiciera  estudios y provechos. El JBB empezó desde su creación un nuevo modelo de jardines, no sólo de adaptaciones pero de valoración de los biomas y conservación natural.
La estructura del jardín buscó ser cómodo y natural a la vez. Los proyectos arquitectónicos se beneficiaron de las estructuras ya existentes y  las adaptaron para que los funcionarios y el público estuvieran en contacto con la naturaleza, en especial del Cerrado.
La inauguración del JBB ocurrió el 8 de marzo de 1985 y hubo importantes presencias como la de los herederos de la familia real brasileña, el gobernador del DF y el coordinador del JBB, Pedro Carlos de Orleans e Bragança. La botánica Graziela Maciel Barroso, experta del JBRJ, y el coordinador del JBRJ, Carlos Alberto Ribeiro De Xavier  también estuvieron en la inauguración.

### Atracciones
La vegetación predominante en el Jardín Botánico de Brasilia es la del Cerrado ya que su misión principal es preservar y conservar el Bioma Cerrado. Los funcionarios del jardín tienen como trabajo divulgar y pesquisar los conocimientos y descubiertas hechas sobre el bioma como también su valoración.
Hay en el JBB una colección de Jardines Temáticos que permiten conocer la diversidad botánica mundial y como las civilizaciones se relacionan con sus plantas y les adaptan a sus paisajes. Son ellos: Jardín Evolutivo, Jardín de Olores, Jardín Japonés y Jardín de Contemplación.  
Otros espacios como el Centro de Visitantes, el Centro de Excelencia do Cerrado, el área de pícnic, el espacio de las orquídeas, el jardín de cactus, la Biblioteca de la Naturaleza, la Permacultura y el Anfiteatro, permiten a los visitantes conocer y participar de las actividades desarrolladas en el jardín, que se mueve alrededor de su misión: preservar y hacerse conocer el bioma Cerrado. 
La vegetación de cerrado en el jardín es bien conservada y puede ser apreciada en sus Senderos Interpretativos que son disponibles en las visitas, tanto para caminatas, como para ciclismo, pero principalmente, como dijo Darwin en su Manual Técnico para Jardines Botánicos, para conocer y estimular el visitante al respeto por las plantas y la naturaleza. Los senderis son:
- Sendero Matter: es el primer sendero, es asfaltada y es accesible a personas minusválidas . Hay en el sendero diversos tipos de vegetación del Cerrado y tiene amplia identificación botánica.
- Sendero Labiata: fue creado en 2009 y lleva el nombre de la orquídea  Cattleya labiata, natural de Mata Atlántica, que fue salva de extinción con ayuda del JBB. En este sendero se puede encontrar diversos ejemplares de esta orquídea.Jardín Japonés del JBB

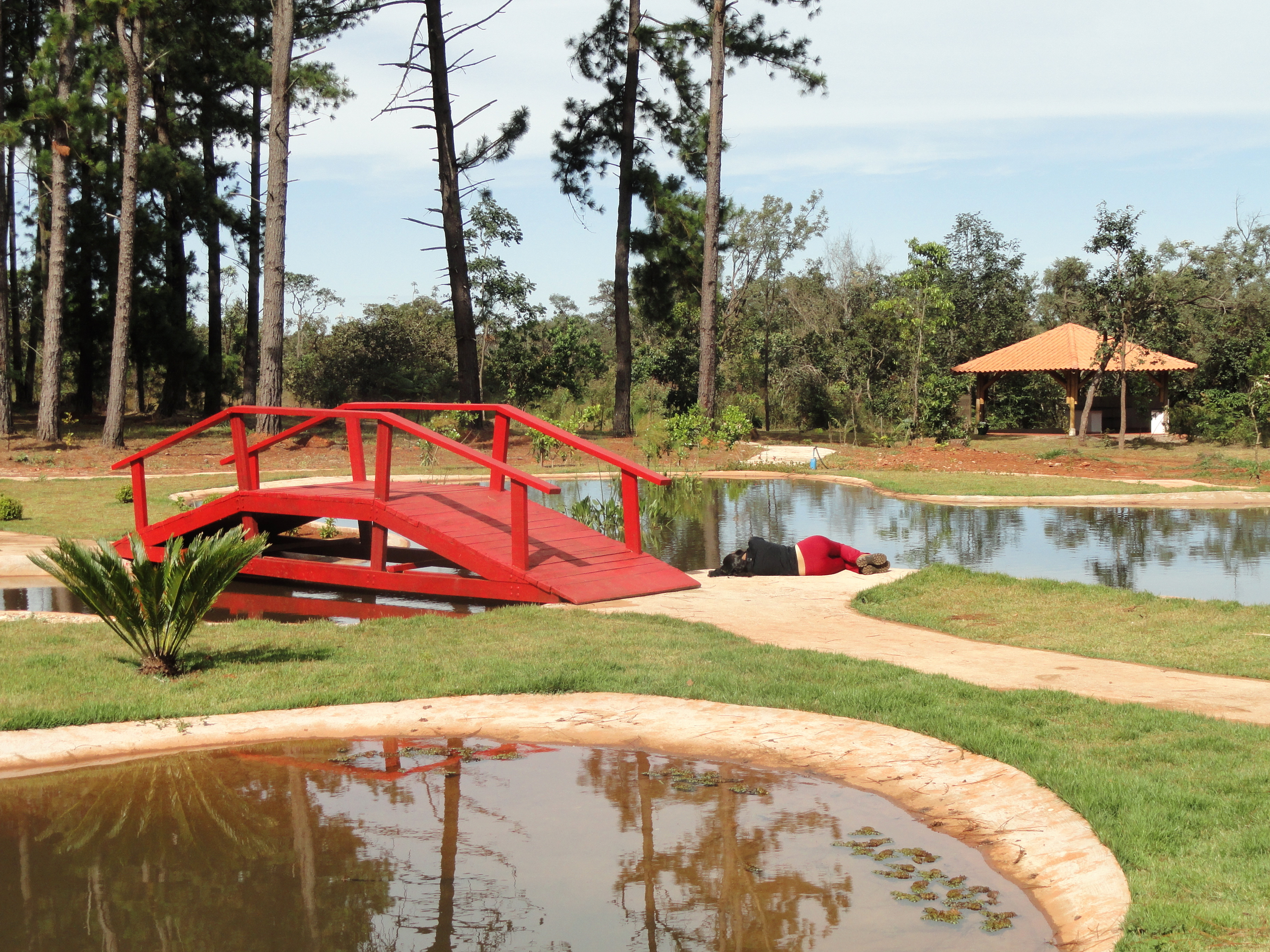
Jardín Japonés del JBB

- Sendero Ecológico: sendero creado para que se perciba y conozca las características del bioma Cerrado. Se puede conocer aspectos hídricos y de la fauna. Sendero del JBB

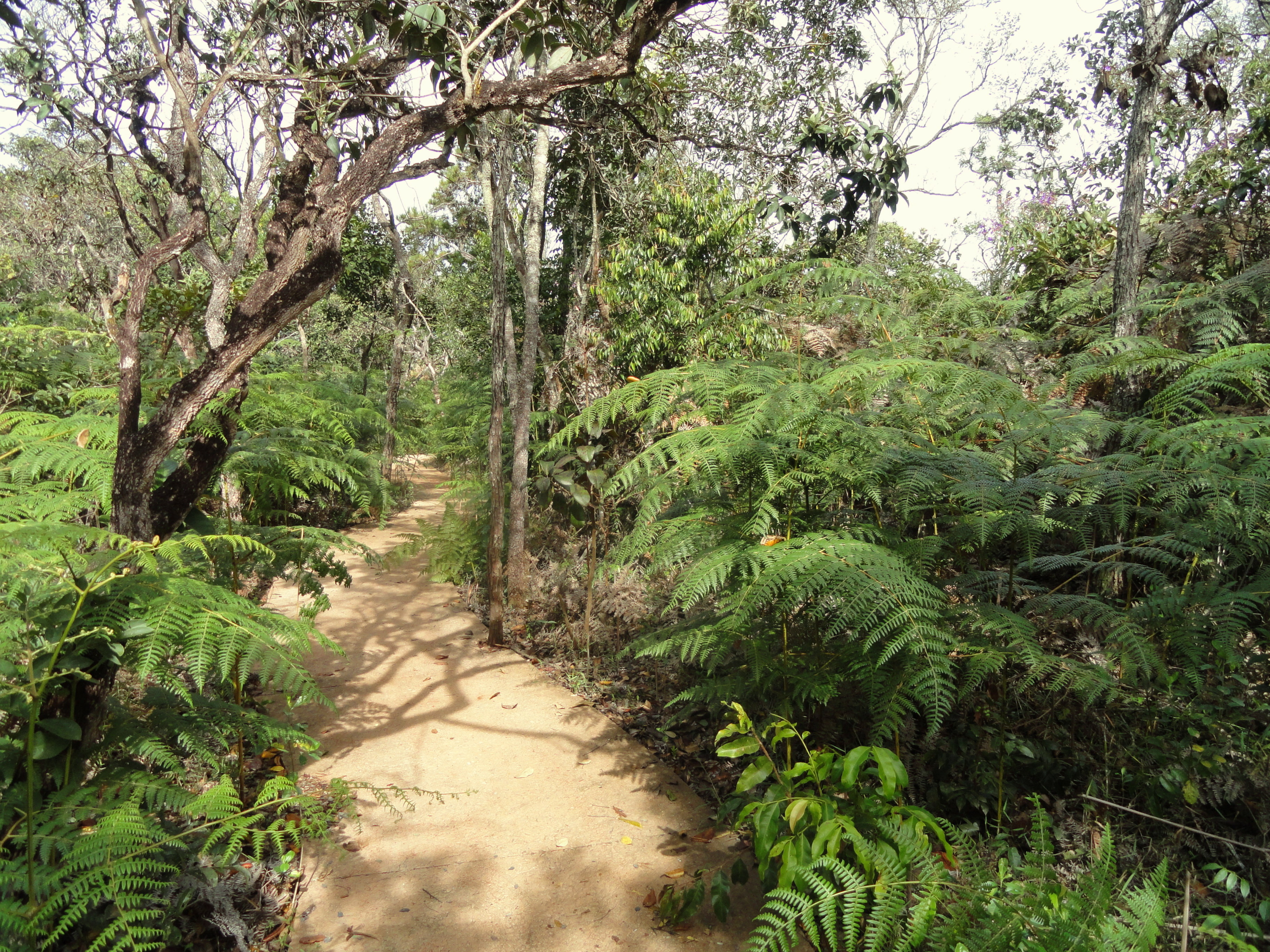
Sendero del JBB

- Sendero Kahô: sendero que resalta y hace conocer la cultura de los indígenas Krahô. El proyecto hizo con que muchos estudiosos estudiaran más sobre este pueblo que vive en la región de este importante bioma.

La cuota de ingreso cuesta  5 reales, en media R£ 1,14, niños de hasta 12 años, personas mayores ( a partir de 60 años) y minusválidos se la están exentos. Funciona de martes a domingo, de las 9:00 hasta las 17:00. Todos los lunes el JBB se queda cerrado.

## El Jardín Botánico como región administrativa
El Jardim Botânico es una región administrativa del Distrito Federal. Surgió en 1999 como Sector Habitacional Jardim Botânico, creado por el decreto 20.881, cerca de São Sebastião.  La creación de la región ocurrió en 2004 por la ley 3.435. El nombre Jardim Botânico es derivado del Jardín Botánico de Brasilia, que está en la región.
La región está compuesta básicamente por urbanizaciones cerradas, oficialmente 23. Antiguamente el área pertenecía a las haciendas Taboquinha y Papuda. Es una región conocida por su tranquilidad y algunas características como del Jardín Botánico de Brasilia.  Sin embargo, es importante reconocer que el Jardín Botánico de Brasilia es diferente de la Región Administrativa de Jardim Botânico, aunque haya semejanza.